# Калавао (округ)
Калава́о (англ. Kalawao County) — округ в штате Гавайи, США.
Население — 147 человек (2000), что превышает лишь численность жителей округа Ловинг (Техас). Расовый состав: 25,85 % — белые, 17,01 % — азиаты, 48,30 % — жители Океании. Средний возраст жителей — 58,6 лет, из них всего трое не достигли 18 лет, а 47 человек старше 65 лет. Население проживает в трёх поселениях — Калаупапа, Калавао и Ваиколу. По уровню дохода на душу населения это беднейший округ в стране.
Площадь суши — 34 км², это самый маленький по территории округ США.
Территория была образована в 1860-е гг как лепрозорий на полуострове Калаупапа, расположенного в центральной части северного побережья острова Молокаи и отделённого высокими скалами и утёсами. По суше округ Калавао доступен лишь по нескольким труднопроходимым тропам. В конце XIX века пасторскую деятельность на территории лепрозория вёл Дамиан де Вёстер, позднее возведённый в лик святых католической церковью. В 1969 году карантин был снят, но до настоящего времени на территории запрещено поселяться жителям других округов, для посещения требуется разрешение, а доступ лицам до 16 лет закрыт. Также округ не имеет никакой администрации (кроме шерифа), а контролируется Гавайским департаментом здоровья (англ. State Department of Health).
На некоторых картах Калавао не обозначается как отдельный округ. Также ведутся споры, можно ли считать территорию полноценным округом..
Во всех президентских выборах с 1992 года округ давал голоса кандидатам от демократической партии.

## Галерея

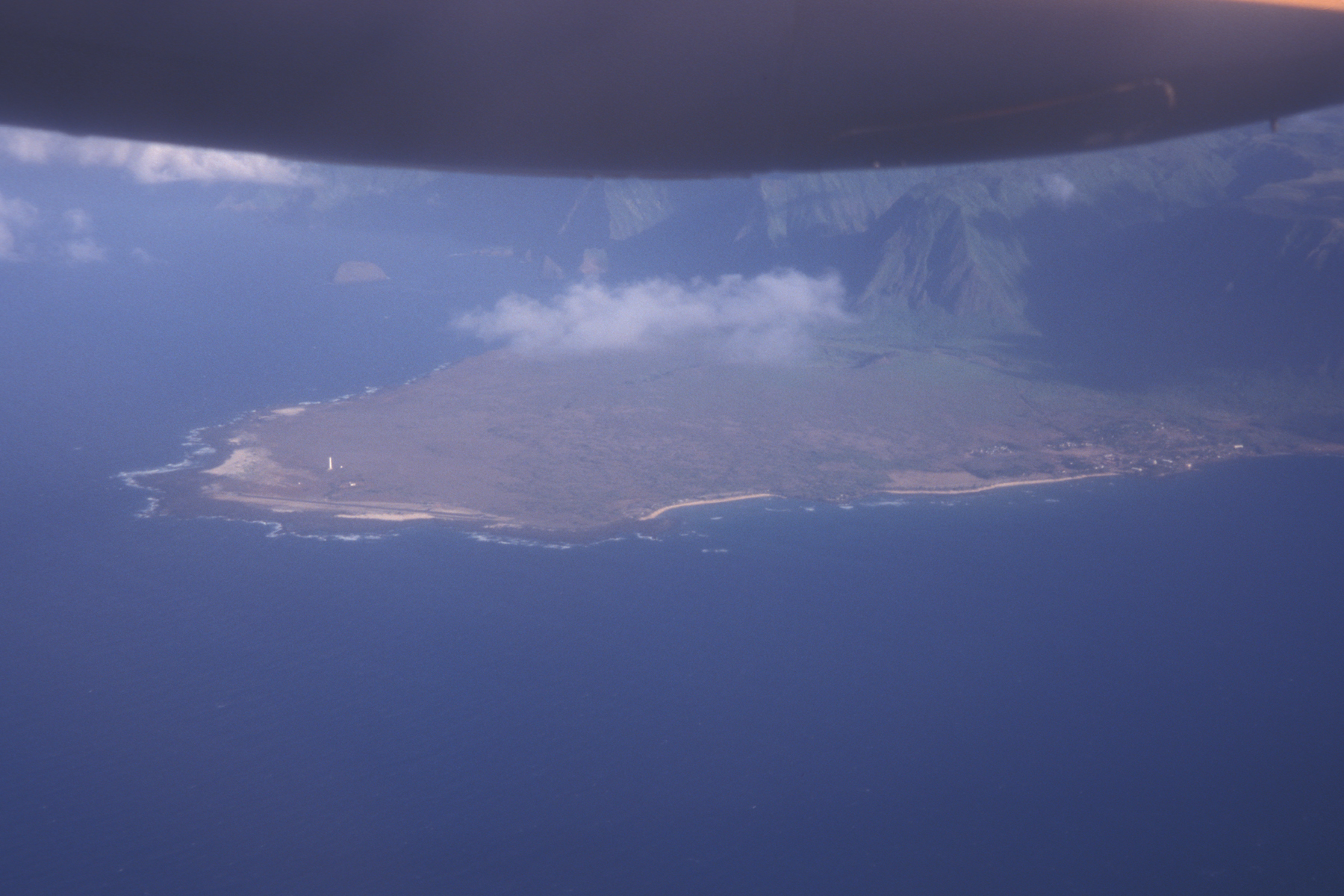
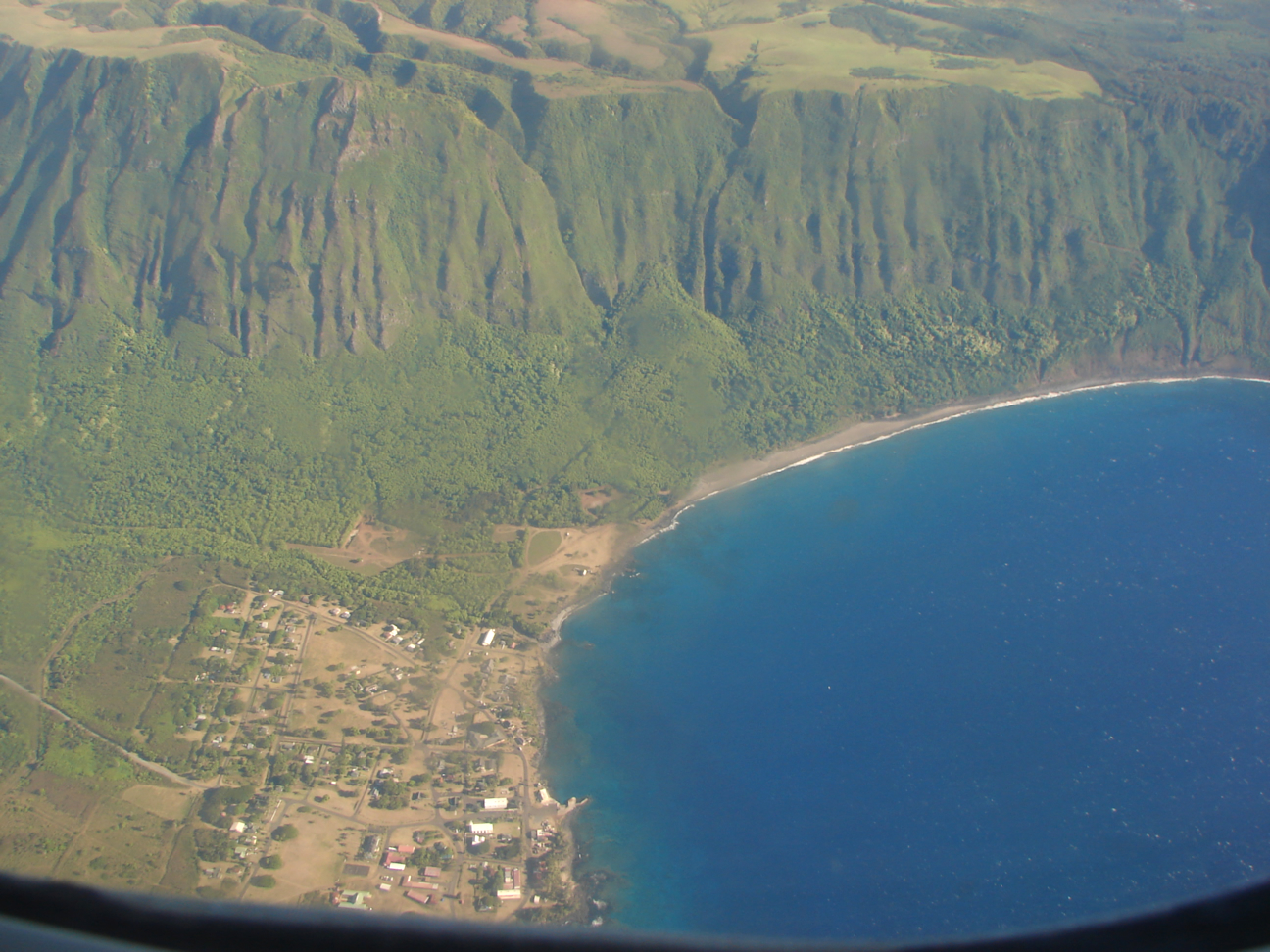